# Arcieparchia di Damasco dei Melchiti
L'arcieparchia di Damasco dei Melchiti (in latino: Archieparchia Damascena Graecorum Melkitarum) è una sede metropolitana della Chiesa cattolica greco-melchita in Siria, sede propria del patriarca di Antiochia dei melchiti. Nel 2021 contava 3.000 battezzati. È retta dal patriarca Youssef Absi.

## Territorio
L'arcieparchia ha sede nella città di Damasco, dove si trova la cattedrale di Nostra Signora della Dormizione.
Il territorio è suddiviso in 22 parrocchie.

## Storia
La sede di Damasco ha origini antichissime (IV secolo). A partire dal XIV secolo, con la decadenza della città di Antiochia, Damasco divenne sede dei patriarchi greco-ortodossi.
In seguito allo scisma all'interno della Chiesa greco-ortodossa di Antiochia nel 1724, fu eretta una sede della Chiesa greco-melchita.
A partire dal 1838 è sede metropolitana propria del patriarca di Antiochia dei melchiti, che vi si fa rappresentare da un vicario patriarcale, quasi sempre con la dignità vescovile. 

## Statistiche
L'arcieparchia nel 2021 contava 3.000 battezzati.
| anno | popolazione | popolazione | popolazione | presbiteri | presbiteri | presbiteri | presbiteri                | diaconi | religiosi | religiosi | parrocchie |
| anno | battezzati  | totale      | %           | numero     | secolari   | regolari   | battezzati per presbitero | diaconi | uomini    | donne     | parrocchie |
| ---- | ----------- | ----------- | ----------- | ---------- | ---------- | ---------- | ------------------------- | ------- | --------- | --------- | ---------- |
| 1980 | 68.000      | ?           | ?           | 24         | 20         | 4          | 2.833                     |         | 4         | 25        | 16         |
| 1990 | 90.000      | ?           | ?           | 36         | 28         | 8          | 2.500                     |         | 8         | 41        | 18         |
| 1999 | 110.000     | ?           | ?           | 41         | 34         | 7          | 2.682                     | 1       | 7         | 47        | 19         |
| 2002 | 140.000     | ?           | ?           | 39         | 33         | 6          | 3.589                     | 1       | 6         | 47        | 19         |
| 2003 | 200.000     | ?           | ?           | 44         | 36         | 8          | 4.545                     | 1       | 8         | 13        | 17         |
| 2004 | 200.000     | ?           | ?           | 44         | 36         | 8          | 4.545                     | 1       | 8         | 19        | 18         |
| 2006 | 200.000     | ?           | ?           | 40         | 32         | 8          | 5.000                     | 1       | 8         | 14        | 18         |
| 2009 | 150.000     | ?           | ?           | 46         | 38         | 8          | 3.260                     | 1       | 8         | 13        | 20         |
| 2010 | 150.000     | ?           | ?           | 41         | 33         | 8          | 3.658                     | 1       | 8         | 38        | 20         |
| 2016 | 3.000       | ?           | ?           | 9          | 6          | 3          | 333                       | 3       | 3         | 30        | 8          |
| 2019 | 3.000       | ?           | ?           | 9          | 6          | 3          | 333                       | 3       | 3         | 30        | 8          |
| 2021 | 3.000       | ?           | ?           | 12         | 6          | 6          | 250                       |         | 6         | 18        | 22         |